# Metanachis laingensis
Metanachis laingensis is een slakkensoort uit de familie van de Columbellidae. De wetenschappelijke naam van de soort is voor het eerst geldig gepubliceerd in 1985 door Sleurs.

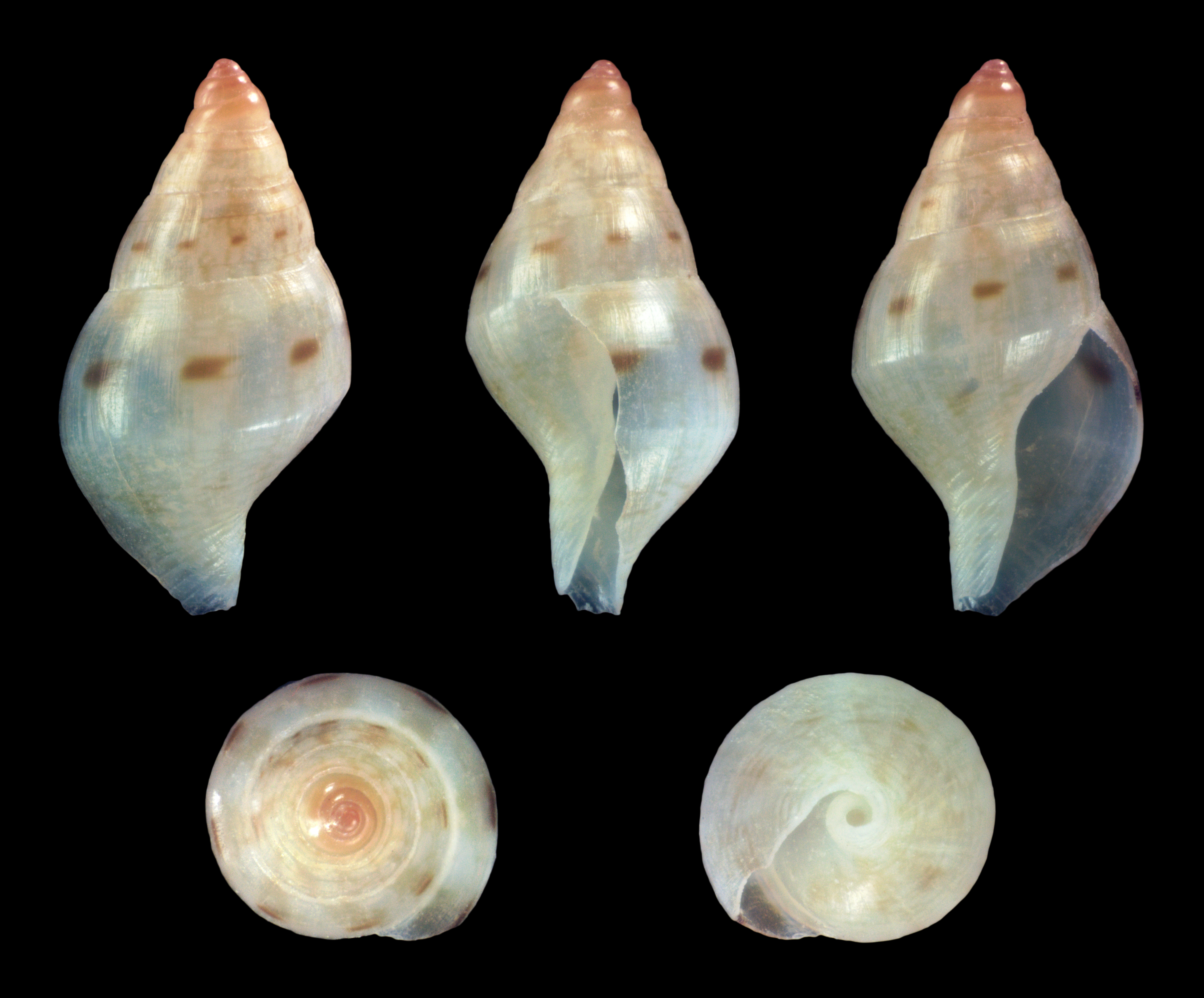
Jeugdig